# ديريك روبنز
ديريك روبنز هو متزحلق جبال الألب كندي، ولد في 4 يناير 1952.

## وصلات خارجية
- ديريك روبنز على موقع أوليمبيديا (الإنجليزية)